# گلیز ۱۸۲۳
سیارک ۱۸۲۳ (به انگلیسی: 1823 Gliese، نامگذاری:1951RD) هزار و هشتصد و بیست و سومین سیارک کشف شده‌است که در ۴ سپتامبر ۱۹۵۱ و در هایدلبرگ کشف شد.
قدر مطلق سیارک برابر ۱۲٫۹۰ است.